# Søren Thorup Sørensen
Søren Thorup Sørensen (født 29. september 1965 i Skanderborg) er en dansk erhvervsmand. Han er administrerende direktør i Kirkbi.
Sørensen er uddannet revisor og har været ansat i KPMG og A.P. Møller - Mærsk.